# En haltande sommarvals
En haltande sommarvals är en låt med musik av Bo-Göran Edling och text av Peter Himmelstrand. Låten finns i en version av Monica Zetterlund på albumet Monica (1967). Utifrån låtens titel skulle man kunna tro att låten är en vals, men i själva verket går den i 5/4-takt. Texten handlar om en "knasig, haltande sommarvals" där "det fattas lite grann – ett enda litet slag".